# Дубенський Павло Михайлович
Павло Михайлович Дубенський (нар. 10 червня 1922, місто Дубно, тепер Рівненська область — ?, місто Дубно, Рівненська область) — український радянський діяч, новатор сільськогосподарського виробництва, голова колгоспу імені Хрущова («Перемога») Млинівського району Рівненської області. Депутат Верховної Ради УРСР 4-го скликання.

## Біографія
Народився в селянській родині.
Член КПРС.
З 1950-х років — голова колгоспу імені Хрущова («Перемога») села Ставрів Млинівського району Рівненської області.
Потім — на пенсії в місті Дубно Рівненської області.

## Нагороди
- орден «Знак Пошани» (26.02.1958)
- медалі